# Siegfried Hoffmann (Verleger)
Siegfried Hoffmann (* 28. September 1922 in Mölkau bei Leipzig; † 14. Juli 1999 in Leipzig) war ein deutscher Verleger in der Deutschen Demokratischen Republik (DDR). Er war von 1971 bis 1983 Vorsteher des Börsenvereins der Deutschen Buchhändler zu Leipzig und von 1983 bis 1987 Generaldirektor der staatlichen „Außenhandelsgesellschaft Buch-Export“.

## Leben
Hoffmann, Sohn eines Angestellten, begann 1934 eine Lehre als Buchhändler in der Verlags- und Kommissionsbuchhandlung „Dörffling & Franke“ in Leipzig. Bis 1941 war er dort als Geselle tätig und wurde dann im Reichsarbeitsdienst dienstverpflichtet. Noch im selben Jahr wurde er in die Wehrmacht eingezogen und kämpfte an der deutschen Ostfront im Zweiten Weltkrieg. 1945 geriet er in US-amerikanische Kriegsgefangenschaft, aus der er 1947 entlassen wurde.
Hoffmann kehrte nach Leipzig zurück und wurde Angestellter im Buchverlag „Koehler & Volckmar“, aus dem 1953 die „Deutsche Buch-Export und -Import GmbH“ wurde. 1952 trat Hoffmann in die Sozialistische Einheitspartei Deutschlands (SED) ein. Im selben Jahr stieg Hoffmann zum zweiten Geschäftsführer auf.
Von 1955 bis 1957 absolvierte Hoffmann ein Fernstudium mit der Fachrichtung Außenhandel und wechselte dann als Mitglied der Verlagsleitung zum „Fachbuchverlag Leipzig“. Von 1960 bis 1983 war Hoffmann Verlagsleiter des „Fachbuchverlags Leipzig“.
Von 1961 bis 1989 war Hoffmann Mitglied des Vorstands des Börsenvereins der Deutschen Buchhändler zu Leipzig. Ab 1967 war er hier Vorsitzender des Verlegerausschusses und stellvertretender Vorsteher. Von 1971 bis 1983 war er, als Nachfolger von Heinz Köhler, Vorsteher.
Von 1983 bis 1987 war Hoffmann Generaldirektor der staatlichen „Außenhandelsgesellschaft Buch-Export“.

## Schriften (Auswahl)
- Bücher – meine Wegbegleiter: Erinnerungen eines Leipziger Verlegers, Tauchaer Verlag, Taucha 1998, ISBN 978-3-910074-92-7.